# Moditse
Der Moditse ist ein Gipfel im Himalaya in Nepal.
Der Moditse befindet sich auf dem Hauptkamm des Annapurna-Massivs und besitzt eine Höhe von 7126 m. Er befindet sich im Südwesten des Annapurna Himal. Nach Südwesten schließt sich der Mittelgipfel (7094 m) sowie der Hauptgipfel (7219 m) der Annapurna Süd an. Nach Norden führt der Berggrat zum Annapurna Fang (7647 m). Die Nordwestflanke fällt zum Tal des Kali Gandaki ab, während sich am Fuße der Ostflanke der Südliche Annapurnagletscher erstreckt. Aufgrund der geringen Schartenhöhe gilt der Moditse als Nebengipfel der Annapurna Süd.
Der Moditse wurde im Rahmen einer japanischen Expedition erstbestiegen. Haruo Higuchi und Sherpa Karma erreichten den Gipfel am 15. Oktober 1964. Die Aufstiegsroute führte vom Annapurna-Basislager über den Sattel zwischen Moditse und dem Mittelgipfel der Annapurna Süd zum Gipfel.